# Brian Evans
Pour les articles homonymes, voir Evans.
Brian Evans, né le 13 septembre 1973 à Rockford dans l'Illinois, est un joueur américain de basket-ball. Il évoluait au poste d'ailier fort.